# SN 2011bd
SN 2011bd – supernowa typu Ia odkryta 24 marca 2011 roku w galaktyce NGC 6474. W momencie odkrycia miała maksymalną jasność 16,00m.